# Incidente di Toranomon
L'incidente di Toranomon (虎ノ門事件 Toranomon Jiken) è stato un tentativo di assassinio del principe reggente del Giappone Hirohito avvenuto il 27 dicembre 1923.

## Eventi
L'attentato fu compiuto dall'agitatore comunista Daisuke Namba ed è avvenuto nel centro di Tokyo, presso la Toranomon intersezione tra il Palazzo Akasaka e la Dieta del Giappone. Il principe ereditario Hirohito era giunto alla cerimonia di apertura della XLVIII sessione della Dieta imperiale, quando il giovane figlio di un membro di dieta, Daisuke Namba, sparò con una piccola pistola alla carrozza imperiale. Il proiettile frantumò un finestrino, ferendo un ciambellano, mentre Hirohito rimase illeso. Sebbene Namba sostenesse di essere consapevole, fu proclamato pazzo e condannato a morte il 13 novembre 1924. Al momento della condanna gridò «Viva il Partito Comunista del Giappone!». Fu giustiziato per impiccagione qualche giorno dopo.
Sullo sfondo di questo incidente ci sono le rivendicazioni sindacali e proletarie nel Giappone moderno e il panico e la confusione creatisi dopo il Grande terremoto del Kantō del 1923.

## Conseguenze
Il primo ministro Yamamoto Gon'nohyōe si dimise insieme al suo gabinetto e una serie di altri alti funzionari per via delle responsabilità sulla mancanza di sicurezza. Venne sostituito dal più conservatore Kiyoura Keigo. L'Incidente di Toranomon è stato citato in seguito dal governo come giustificazione della Legge di conservazione della pace del 1925.